# Michael Pedersen Friis
Michael Pedersen Friis (22. října 1857 Odense – 24. dubna 1944 Kodaň) byl dánský státní úředník, který sloužil jako ministerský předseda Dánska od 5. dubna 1920 do 5. května 1920. Zároveň v té době zastával post ministra obrany.
V mládí se živil novinařinou. Pracoval v denících Jyllandsposten a Dagbladet. Prezentoval své konzervativní názory, nicméně byl pro volební právo žen. Během tohoto období též napsal řadu biografických hesel o dánských politicích pro Dansk Biografisk Leksikon. Vystudoval práva na Kodaňské univerzitě, absolvoval v roce 1883. V letech 1904 až 1911 byl vedoucím oddělení na ministerstvu spravedlnosti. Od roku 1911 do roku 1923 byl veřejným správcem Dánska. 29. března král Kristián X. propustil premiéra Carla Theodora Zahleho a nahradil ho Ottou Liebem, ale toto použití moci králem vyvolalo ústavní krizi, tzv. velikonoční, jež vedla k tomu, že Otto Liebe o pět dní později odstoupil. Michael Pedersen Friis byl poté jmenován šéfem prozatímního kabinetu, s úkolem vést Dánsko do voleb a jmenování nové politické vlády. Za jeho vlády byly provedeny nezbytné změny k začlenění území získaného po plebiscitu ve Šlesvicku a byly uspořádány nové volby. Byl mu udělen Řád Dannebrog.